# Jhenaidah
Jhenaidaha este un oraș din Bangladesh.